# Géza Vörös
Géza Vörös, madžarski feldmaršal, * 1895, † 1958.